# Robert Ludlum
Robert Ludlum (Nova Iorque, 25 de maio de 1927 — Naples, 12 de março de 2001) foi um escritor norte-americano, autor de 27 novelas de suspense e romances de espionagem. Seus livros foram publicados em 50 países e traduzidos para 32 idiomas. Morreu em 2001, deixando vários manuscritos incompletos. Em alguns livros o escritor utilizou os pseudónimos de Jonathan Ryder e Michael Shepherd.
Seus livros deram origem a trilogia cinematográfica de Jason Bourne, um ex-agente da CIA que foi alvejado em uma de suas missões e teve como consequência a perda da memória. Os filmes são A Identidade Bourne, A Supremacia Bourne e O Ultimato Bourne.

## Biografia
Robert Ludlum dedicou boa parte de sua vida ao teatro, como ator e produtor, estreando tardiamente na literatura de ficção, em 1971, com A herança Scarlatti, que logo fez do escritor um best-seller. Daí em diante, Ludlum passou a se dedicar integralmente à literatura. Com um número superior a 200 milhões de exemplares vendidos. O escritor morreu em março de 2001 deixando, além da rica herança de sucessos literários, um importante legado no teatro norte-americano, tendo sido o criador, no início dos anos 1960, do primeiro teatro instalado num shopping, em Nova Jersey nos EUA.

## Livros publicados
Esta é uma lista de livros publicados por Robert Ludlum.
| Título em português                                                               | Título original           | Tradutor(a)                                                                            | Ano                              |
| --------------------------------------------------------------------------------- | ------------------------- | -------------------------------------------------------------------------------------- | -------------------------------- |
| A herança escarlate                                                               | The Scarlatti Inheritance | Alberto Lopes                                                                          | (1971)                           |
| A visita do casal Osterman (Nova Fronteira) ou O fim de semana maldito (Artenova) | The Osterman Weekend      | José Eduardo Ribeiro Moretzsohn (Nova Fronteira) ou Sérgio Moraes Rego Reis (Artenova) | (1972)                           |
| Trevayne (Rocco) ou O dilema de Trevayne (Record - pseud. Jonathan Ryder)         | Travayne                  | Mario Molina                                                                           | (1973)                           |
| O Segredo Mortal                                                                  | The Matlock Paper         | Luiz Corção                                                                            | (1973)                           |
| Operação Rhinemann                                                                | The Rhinemann Exchange    | Áurea Weissenberg                                                                      | (1974)                           |
| O caminho para Gandolfo                                                           | The Road to Gandolfo      | Donaldson M. Garschagen                                                                | (1975) (pseud. Michael Shepherd) |
| O grito do Halidon (Record - pseud. Jonathan Ryder) ou O brado do Halidon (Rocco) | The Cry of the Halidon    | Ruy Jungman (Record) ou Júlio Bandeira (Rocco)                                         | (1975)                           |
| Gêmeos não se amam                                                                | The gemini contenders     | Ebréia de Castro Alves                                                                 | (1976)                           |
| O arquivo de Chancellor                                                           | The Chancellor Manuscript | A. B. Pinheiro de Lemos                                                                | (1977)                           |
| O documento Holcroft                                                              | The Holcroft Covenant     | A. B. Pinheiro de Lemos                                                                | (1978)                           |
| O círculo Matarese                                                                | The Matarese Circle       | Edna Jansen de Mello e Maria Aparecida de Moraes Rego                                  | (1979)                           |
| O mosaico do Parsifal                                                             | The Parsifal Mosaic       | Donaldson M. Garschagen                                                                | (1982)                           |
| O avanço de Aquitânia ou A Conspiração dos Generais*                              | The Aquitaine Progression | Aulyde Soares Rodrigues                                                                | (1984)                           |
| Agenda Icarus                                                                     | The Icarus Agenda         | Alfredo Barcellos                                                                      | (1988)                           |
| O caminho para Omaha                                                              | The Road to Omaha]        | Haroldo Netto                                                                          | (1992)                           |
| A ilusão de Scorpio                                                               | The Scorpio Illusion]     | Helena Teixeira Soares                                                                 | (1993)                           |
| Sentinelas do Apocalipse                                                          | The Apocalypse Watch      | Roberto Grey                                                                           | (1995)                           |
| A contagem regressiva Matarese                                                    | The Matarese Countdown]   | Alberto Lopes                                                                          | (1997)                           |
| O fator Hades                                                                     | The Hades Factor          | Alberto Lopes/Ana Deiró                                                                | (2000)                           |
| A farsa de Prometeu                                                               | The Prometheus Deception  | Ebréia de Castro Alves                                                                 | (2000)                           |

(*) título em Portugal

### Série doJason Bourne
| Número                           | Título em português | Título original              | Ano    |               |
| -------------------------------- | ------------------- | ---------------------------- | ------ | ------------- |
| 1                                | A identidade Bourne | The Bourne Identity          | (1980) |               |
| 2                                | A supremacia Bourne | The Bourne Supremacy         | (1986) |               |
| 3                                | O ultimato Bourne   | The Bourne Ultimatum -       | (1990) |               |
| Escritos por Eric Van Lustbader: |                     |                              |        |               |
| 4                                | O Legado Bourne     | The Bourne Legacy            | (2004) |               |
| 5                                | A Traição de Bourne | The Bourne Betrayal          | (2007) |               |
| 6                                | A Punição de Bourne | The Bourne Sanction          | (2008) |               |
| 7                                | -                   | The Bourne Deception         | (2009) |               |
| 8                                | -                   | The Bourne Objective         | (2010) |               |
| 9                                | -                   | The Bourne Dominion          | (2011) |               |
| 10                               | -                   | The Bourne Imperative        | (2012) |               |
| 11                               | -                   | The Bourne Retribution       | (2013) |               |
| 12                               | -                   | The Bourne Ascendancy        | (2014) |               |
| 13                               | -                   | The Bourne Enigma            | (2016) |               |
| 14                               | -                   | The Bourne Initiative        | (2017) |               |
| Outros                           | Outros              | Outros                       | Outros | Escritor      |
| 15                               | -                   | The Treadstone Resurrection  | (2020) | Joshua Hood   |
| 16                               | -                   | The Bourne Evolution         | (2020) | Brian Freeman |
| 17                               | -                   | The Treadstone Exile         | (2021) | Joshua Hood   |
| 18                               | -                   | The Bourne Treachery         | (2021) | Brian Freeman |
| 19                               | -                   | The Treadstone Transgression | (2022) | Joshua Hood   |
| 20                               | -                   | The Bourne Sacrifice         | (2022) | Brian Freeman |

### Livros póstumos
| Nº Sequencial | Título em português  | Título original em inglês | Autor atual | Tradutor(a)       | Ano    |
| ------------- | -------------------- | ------------------------- | ----------- | ----------------- | ------ |
| 01            | O pacto de Cassandra | The Cassandra Compact     |             | Ana Deiró         | (2001) |
| 02            | O protocolo Sigma    | The Sigma Protocol        |             | Alberto Lopes     | (2001) |
| 03            | A diretiva de Janson | The Janson Directive      |             |                   | (2002) |
| 04            | A opção Paris        | The Paris Option          |             |                   | (2003) |
| 05            | O código Altman      | The Altman Code           |             |                   | (2003) |
| 06            | A traição de Tristan | The Tristan Betrayal      |             |                   | (2003) |
| 07            | A Vingança de Lázaro | The Lazarus Vendetta      |             |                   | (2004) |
| 08            | O Cuidado de Ambler  | The Ambler Warning        |             |                   | (2005) |
| 09            | O Vetor Moscow       | The Moscow Vector         |             |                   | (2005) |
| 10            | A Estratégia Bancrof | The Bancroft Strategy     |             | Alexandre Martins | (2006) |

1. 1 2 3 4 5 6 7  Tradução livre, não se tem notícia de publicação no Brasil

### Outras séries literárias
- The Matarese Dynasty (1979-1997)
- The Road to (1975-2006)
- Covert-One (2000-2005)